# ルキウス・リキニウス・ムレナ (法務官)
ルキウス・リキニウス・ムレナ（Lucius Licinius Murena）はプレプス（平民）出身の共和政ローマの政務官。紀元前88年頃に法務官（プラエトル）を務めたと考えられ、第二次ミトリダテス戦争での活躍により紀元前81年に凱旋式を実施している。

## 出自
ムレナはラヌウィウム（現在のラヌーヴィオ）から移住してきたリキニウス氏族の出身である。護民官を経て紀元前364年に執政官となったガイウス・リキニウス・ストロ（リキニウス・セクスティウス法の制定者）が一族最初の執政官である。その後紀元前236年のガイウス・リキニウス・ウァルスまで100年以上執政官は出なかったが、ウァルス以降は多くの執政官を出している。
ムレナの父も祖父も、プラエノーメン（第一名、個人名）はルキウスであり、どちらも法務官にまで達している。大プリニウスは、リキニウス・ムレナの誰かが魚の養殖を始めたとしている。初めてこのコグノーメンを使用したのはムレナの父である。

## 経歴
ムレナは紀元前88年頃に法務官に就任したことが分かっている。第一次ミトリダテス戦争が勃発すると、ムレナはルキウス・コルネリウス・スッラのレガトゥスの一人としてバルカン半島に出征した。
ピレウス包囲戦（en）では、兵の一部が脱走しようとしたがこれを押しとどめ、戦闘の勝利に大きく貢献した（紀元前87年）。翌紀元前86年のカイロネアの戦い（en）では、ムレナはローマ軍左翼を率いた。彼の部隊は敵軍の集中攻撃を受けたが、自力でこれを撃退することができた。
スッラは紀元前85年にミトリダテス6世と講和を締結すると、イタリアに戻ってマリウス派と戦い、ムレナは前法務官（プロプラエトル）としてインペリウム（軍事指揮権）を保持して小アジアに残った。ムレナの下にはそれまでガイウス・フラウィウス・フィンブリア（en）が率いていた2個軍団があり、この兵力をもって小アジアの都市から貢納金を確実に徴収する任務を負っていた。紀元前84年にはムレナは海賊と戦い、独立都市であったリュキアのキビラを屈服させたことが知られている。
その後直ぐに、ムレナはポントス王国との戦い（第二次ミトリダテス戦争）を開始した。ムレナの勝利への欲求と戦利品の利益で兵士達を豊かにすることが、開戦の動機であったと言われる（ミトリダテス6世も返却を約束していたカッパドキアの占領を続けていた）。アッピアノスは同時期にミトリダテスが大規模な軍の編成を開始し、その軍をボスポロス王国さらにはローマの属州に向ける可能性があったと述べている。他方、キケロは彼の演説で、ムレナは「彼が行ったことで賞賛される」と断言している。
紀元前83年、ムレナは宣戦布告無しにミトリダテスの領土を侵略し、コマナの街を占領、そこの神殿から金品を強奪した。ミトリダテスの敵対勢力は、ムレナにポントスの首都シノプの攻撃を薦めたが、ムレナはあえて実行しなかった。カッパドキアで冬営し、紀元前82年の春になるとハリス川の右岸を攻め、400の村落を略奪した。ミトリダテスはこれをローマに抗議、ローマから使節が派遣されてムレナにポントスへの攻撃を止めるように命令したが、ムレナはこれに従わなかった。このため、ミトリダテスはムレナの軍を攻撃、これに勝利して大損害を与え、フリギアから撤退させた。その後スッラがムレナに個人的に命令し、戦争は終結した。
スッラが派遣したアウルス・ガビニウスと共にムレナはローマに戻り、紀元前81年にはポントスに対する勝利を讃えて凱旋式を実施している。その後ムレナが執政官（コンスル）になっていないことから、歴史家は彼がその後直ぐに死去したと考えている。何れにせよ、紀元前63年の段階で、彼の死からは長い時間が経過していたとされている。

## 家族
ムレナの妻の名前は不明であるが、紀元前63年の時点では生存していた。ムレナには少なくとも二人の息子があった。長男のルキウスは小アジアでは彼の配下として活動し、紀元前62年の執政官となっている。次男のガイウスは、ガリア・トランサルピナで兄が戦った際に、そのレガトゥスを務めている。

## 参考資料

### 古代の資料
- アッピアノス『ローマ史』
- ティトゥス・リウィウス『ローマ建国史』
- ガイウス・プリニウス・セクンドゥス『博物誌』
- プルタルコス『対比列伝』
- ストラボン『地理誌』
- マルクス・トゥッリウス・キケロ『グナエウス・ポンペイウスの総司令官就任に関して』

### 研究書
- Molev E. "The Lord of the Pontus" - Nizhny Novgorod: Publisher of the University of Nizhny Novgorod, 1995.
- Broughton R. "Magistrates of the Roman Republic" - New York, 1952. - Vol. II.
- Münzer F. "Licinius 118ff" // Paulys Realencyclopädie der classischen Altertumswissenschaft. - 1926.
- Münzer F. "Licinius 119" // Paulys Realencyclopädie der classischen Altertumswissenschaft. - 1926.
- Münzer F. "Licinius 121" // Paulys Realencyclopädie der classischen Altertumswissenschaft. - 1926.
- Münzer F. "Licinius 122" // Paulys Realencyclopädie der classischen Altertumswissenschaft. - 1926.